# 彼得·H·马修斯
彼得·H·马修斯（1934年—2023年4月7日）是一位英国语言学家，专攻词法学，是诺姆·乔姆斯基的追随者之一，1985年当选英國國家學術院院士，主要作品有入选牛津通识读本的《语言学》（Linguistics）等。